# Atsuto Tatara
Atsuto Tatara (født 23. juni 1987) er en japansk fodboldspiller, som spiller for den japanske fodboldklub Roasso Kumamoto.